# Nicolas d'Aiello
Nicolas d'Aiello ou Nicolas de Salerne (en italien Niccolò d'Aiello; ... – 10 février 1221) était un archevêque et homme politique catholique italien, archevêque de Salerne de 1181 jusqu'à sa mort.

## Biographie
Nicolas d'Aiello était le deuxième fils du chancelier du royaume de Sicile, Matthieu de Salerne. Il fut un conseiller de confiance à la cour de Tancrède de Sicile et l'un des acteurs de la guerre de succession qui opposa ce dernier à l'empereur Henri VI.
Au moment où Henri marchait pour assiéger Naples en 1191, les hommes de Salerne fidèles à l'empereur envoyèrent une lettre au souverain lui promettant un abri. L'archevêque Nicolas, dont la famille était hostile aux Hohenstaufen, dut alors abandonner Salerne pour Naples ; il prit alors le commandement de la défense de la ville lorsque Richard d'Acerra fut blessé. Avec l'ammiratus ammiratorum Margaritus de Brindisi, ils réussirent à protéger la ville et contraignirent l'empereur à abandonner le siège. Cependant, cela n’a eu que peu d’effet sur l’issue de la guerre. En effet, Henri fut couronné le 25 décembre 1194 à Palerme et non seulement Nicolas mais aussi Richard d'Acerra, Margaritus et la reine Sibille étaient présents à la cérémonie. Quatre jours plus tard, ils furent tous arrêtés pour complot (probablement inventé) et transférés dans les prisons allemandes. Nicolas y resta plusieurs années, malgré l'intercession du pape Innocent III.